# Epeolus pilatei
Epeolus pilatei är en biart som beskrevs av Cockerell 1924. Epeolus pilatei ingår i släktet filtbin, och familjen långtungebin. Inga underarter finns listade i Catalogue of Life.